# تشول بلاغ (مقاطعة ديواندرة)
تشول بلاغ (بالفارسية: چول بلاغ) هي قرية تقع في قسم زرينه الريفي (مقاطعة ديواندرة) في إيران. يقدر عدد سكانها بـ 271 نسمة بحسب إحصاء 2016.